# لاباستيدا
بلدية لاباستيدا (بالإسبانية: Labastida) هي بلدية تقع في مقاطعة ألافا التابعة لإقليم الباسك شمال إسبانيا.

## الديموغرافيا
يبلغ عدد سكان بلدية لاباستيدا 1.470 نسمة عام 2011 (وفقاً للمعهد الوطني للإحصاء الإسباني).
| 1.082 | 1.195 | 1.288 | 1.391 | 1.475 | 1.494 | 1.470 |